# Azoia
Azoia é uma localidade portuguesa do Município de Leiria que foi sede da extinta Freguesia de Azoia, freguesia que tinha 12,43 km² de área e 2 276 habitantes (2011), e, por isso, uma densidade populacional de 183,1 hab/km².
A Freguesia de Azoia foi extinta em 2013, no âmbito de uma reforma administrativa nacional, para em conjunto com a Freguesia de Parceiros, formar uma nova freguesia denominada União das Freguesias de Parceiros e Azoia onde se situa a sede.
Azoia está situada a 3 km a sul da cidade de Leiria e a 5 km a norte da vila da Batalha. É atravessada pelas Estradas Nacionais IC2 e EN 356/1.
Assenta num planalto o que faz dela "um lugar lavado de todos os ventos, por cuja causa talvez livre de contágios e sádio.", cita em 1758 o Padre João Nogueira.
E continua citando o Padre, "as suas águas criavam boas enguias, barbos e nele se apanhavam algumas lampreias".

## População
| População da freguesia de Azoia | População da freguesia de Azoia | População da freguesia de Azoia | População da freguesia de Azoia | População da freguesia de Azoia | População da freguesia de Azoia | População da freguesia de Azoia | População da freguesia de Azoia | População da freguesia de Azoia | População da freguesia de Azoia | População da freguesia de Azoia | População da freguesia de Azoia | População da freguesia de Azoia | População da freguesia de Azoia | População da freguesia de Azoia |
| ------------------------------- | ------------------------------- | ------------------------------- | ------------------------------- | ------------------------------- | ------------------------------- | ------------------------------- | ------------------------------- | ------------------------------- | ------------------------------- | ------------------------------- | ------------------------------- | ------------------------------- | ------------------------------- | ------------------------------- |
| 1864                            | 1878                            | 1890                            | 1900                            | 1911                            | 1920                            | 1930                            | 1940                            | 1950                            | 1960                            | 1970                            | 1981                            | 1991                            | 2001                            | 2011                            |
| 748                             | 840                             | 905                             | 991                             | 999                             | 1 012                           | 920                             | 1 238                           | 1 393                           | 1 579                           | 1 614                           | 1 992                           | 2 165                           | 2 269                           | 2 276                           |

## História e Geografia Local
A origem do topónimo tem raízes árabes, segundo provavelmente da palavra az-zaviâ, que significa ermida, capela onde está enterrado um santo ou um morábito.
A freguesia foi criada em 1713, por desagregação da freguesia de São Pedro, efetuada por D. Álvaro de Abranches. Oito anos após a sua criação constava numa publicação dados sobre a sua população: Azoia com 38 vizinhos (fogos), Lugar da Codiceira com 13 vizinhos, Lugar de Cabeças com 10 vizinhos, Lugar do Vale do Horto com 30 vizinhos. Em 1732 a freguesia contava com 410 habitantes.
Em 1758, Azoia tinha 50 fogos aos quais correspondiam 170 habitantes, Cabeças tinha 12 fogos correspondendo 42 pessoas, Vale Gracioso 3 fogos e 15 habitantes, Vale do Horto contava com 38 fogos e 127 pessoas, Codiceira 24 fogos e 98 pessoas, Alcogulhe 32 fogos e 108 pessoas. Sobre Casal Pobal e Quinta dos Frades não há referências, o que nos leva a pensar que estariam incluídos respetivamente em Azoia e Alcogulhe.
As invasões francesas provocaram grande sofrimento nas populações, não só em Azoia mas também por toda a região. A Igreja Matriz foi ocupada pelos tropas do General Massena, sofreu avultados prejuízos, foi convertida em cavalariça e tudo foi pilhado ou queimado além de sofrer com o terramoto de 1 de Novembro de 1755. Após a fuga dos invasores, a igreja teve de ser reconstruída e, até estar pronta a receber os ofícios divinos em 1822, os casamentos realizaram-se na capela de Alcogulhe e os baptismos na igreja de Parceiros.
A sua parte mais elevada é o monte do Facho em Alcogulhe do qual se disfruta uma soberba paisagem.

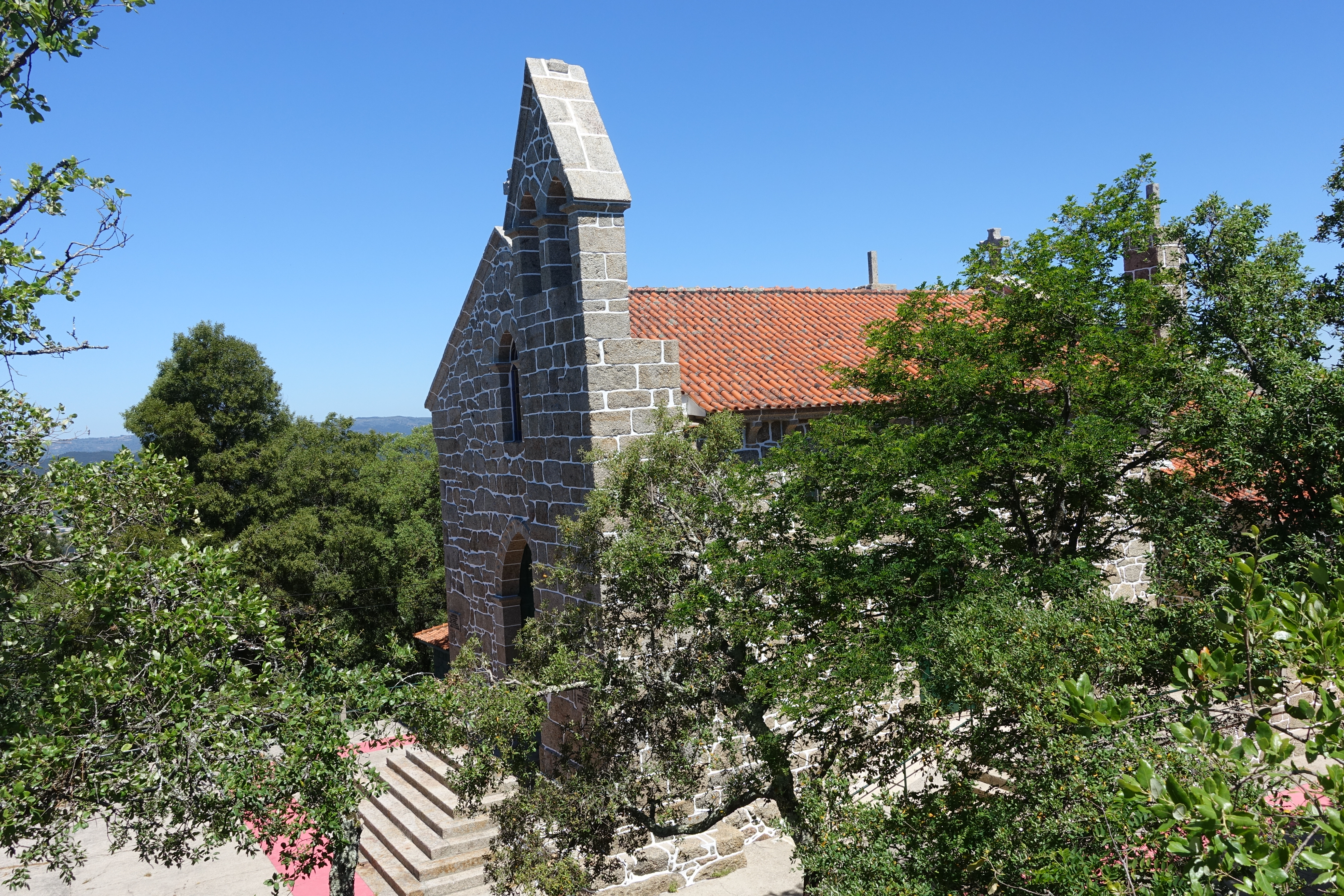
Capela no Monte Facho

É ainda atravessada no seu limite a nascente, pelo Rio Lena e Ribeira da Várzea. Estes cursos de água contribuem para a fertilidade das suas terras. Outrora forneciam a energia hidráulica para pôr a funcionar engenhos de moinhos e lagares de azeite.
Sobre Alcogulhe, e continuando a citar o Padre João Nogueira "neste lugar orna uma Capela ou Ermida, que pela sua grandeza e instrução, pode servir de Paróquia, (entenda-se Igreja Matriz, o que realmente aconteceu aquando das invasões francesas), dedicada ao nosso Santo lusitano Santo António".
Atualmente, revendo os dados do censo das duas últimas década verifica-se um ligeiro aumento demográfico.
Nas décadas de sessenta e setenta verificaram-se surtos de emigração, principalmente para países europeus e que muito têm contribuído para o desenvolvimento da Freguesia.

## Brasão de armas

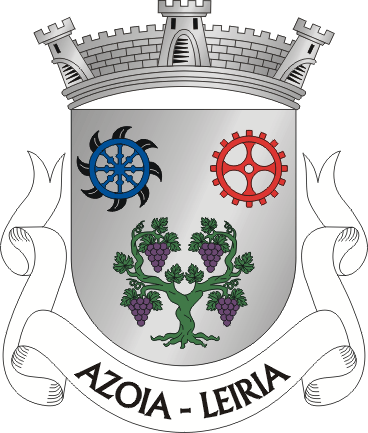
Brasão de armas Vila Azoia

Composto por uma coroa mural, um escudo de prata, uma roda de Santa Catarina em azul com navalhas negras, uma roda dentada em vermelho, um bacelo de duas hastes com quatro cachos de uvas e logo abaixo um listel branco.
- Coroa Mural de Aldeia: Coroa de prata com quatro torres, sendo três torres à vista. Destas três, as duas das extremidades vão vistas pela metade, dando ideia de que suas outras metades estariam dando volta para a parte de trás. A coroa mural é o símbolo da emancipação política.
- Escudo Clássico em Prata: A prata é símbolo da felicidade, pureza, candura, lisura, verdade, franqueza, amizade e integridade.
- Roda de Santa Catarina: Conhecida também como roda de navalhas ou roda de despedaçamento e representada em azul, recorda o instrumento do suplício de Santa Catarina e representa a padroeira da nossa terra, ligando o humano ao divino;
- Roda dentada: De cor vermelha simboliza a transformação de um meio rural em industrial, numa perspectiva de presente e futuro;
- Bacelo de duas hastes: Representado em verde, arrancado e folhado do mesmo, frutado de quatro cachos de uvas de púrpura pretende demonstrar a importância da viticultura na vida da nossa população sendo esta a atividade predominante em tempos antigos, praticada pela quase totalidade da população. Conta-se que existiu por altura da Idade Média uma marca de vinhos com o nome de Azoi.
- Lisel : No listel, pequena bandeirola ou flâmula que se localiza por cima ou por baixo do escudo de um brasão de armas em cor branca, tem-se o topônimo Azoia - Leiria, que identifica a freguesia e o município de que é símbolo o brasão, dispensando quaisquer outros dizeres, pelo que o nome em si já significa.

## Vinho Azoi
Os Ingleses desde logo exploraram a Ibéria como fonte de vinho. Johnson(1990: 166) escreve: "…apareceu à venda nos mercados do Norte, em 1430, em consequência da passagem das embarcações por Lisboa: era o defunto 'Osoye'. Chegado, oriundo também de Portugal, foi o Bastardo". Ainda não se falava, nesse tempo, do Moscatel de Setúbal, apesar deste vinho dever ter sido idêntico ao Osoye. Não há nenhuma confusão em relação ao Osoye do séc. XIV. Marques(1992: 83) fala também de azoy, asoy, azoie, ansoye. Segundo Kuske (in Marques 1992: 83), "ansoye seria vinho de Lisboa, feito de uvas secas ou mesmo do bastardo, devido à sua cor incerta".
O Vinho Azoi ou Azoy era o vinho doce da Azóia (Dion, 1959: 321‑322), um pequeno porto situado ao sul do rio Tejo, perto de Setúbal (Johnson 1990; 166). Franco(1938: 6) escreve: eram célebres os vinhos desta região pela sua esplêndida qualidade, apresentando tipos desde os mais ricos e generosos…. Isto permite concluir que a casta histórica que os Fenícios anteriormente levaram para Alexandria(Egipto) e Kelibia(Tunísia) também a trouxeram para Setúbal, dando aqui origem à produção de vinhos generosos tipo grego. Apesar da destruição que esta terra vitícola sofreu, pelos Almorávidas(Jacub‑el‑Mansur), no séc. XII, recuperou algum tempo depois, devido a este excelente vinho generoso, com grande procura (Franco, 1938: 7).
A degradação da viticultura francesa, devida à Guerra dos Cem Anos(1337‑1436), e a ocupação turca das ilhas do Mediterrâneo pelos otomanos islâmicos constituíram uma boa oportunidade para Portugal entrar no mercado internacional do vinho. A partir de 1360, os Ingleses procuraram fomentar a importação, a partir de Portugal, não de vinhos de mesa, que podiam obter em França, mas de vinhos licorosos, especialmente das castas Malvasia e Moscatel. Estes, oriundos do património genético da Vitis occidentalis, eram então ainda designados, pelos comerciantes venezianos, como "Vinhos Gregos", também chamados Malvasia ou de Romania. "É possível, e até provável, que esse vinho chamado de Malvasia proviesse também, em parte, de território Português" (Zurara, 1915: 73).
As primeiras exportações foram de vinhos da região de Monção (Minho) e vinhos generosos oriundos de Lisboa.
Com uma situação geográfica favorável, Viana do Castelo desenvolveu‑se como um porto importante para a Exportação, sendo preferido pelos ingleses que aí instalaram as suas feitorias. Johnson(1999: 221) escreve: "Durante a guerra em França, os Ingleses instalaram‑se em Portugal com grandes privilégios legais e alfandegários, onde adquiriram vinho, tal como se fosse a sua própria terra." Após 1660, havia três feitorias inglesas: em Lisboa, Porto e Viana. Em Viana trocaram bacalhau contra vinho, o qual foi transferido para Inglaterra; em Monção encontraram o melhor vinho, provavelmente já o Alvarinho(Johnson, 1999: 221).

## Lugares da antiga Freguesia
- Alcogulhe
- Azoia
- Cabeças de Azoia
- Codiceira
- Vale do Horto
- Vale Gracioso.

## Património
- Edifício do Seminário Maior de Leiria